# Сражение при Ганау
Сражение при Ганау (нем. Schlacht bei Hanau) — одно из сражений Наполеоновских войн, произошедшее 30—31 октября 1813 года, когда австро-баварский корпус пытался преградить на подходе к Рейну путь отступления французской армии, разбитой в Битве народов под Лейпцигом.
Несмотря на численное превосходство на начальном этапе сражения австро-баварский корпус потерпел поражение от Наполеона. Сражение при Ганау стало последним крупным сражением кампании 1813 года в Европе.

## Предыстория
Наполеон после сокрушительного поражения под Лейпцигом отступал кратчайшей дорогой на Франкфурт к Рейну, во Францию. Отряды союзников преследовали его, отбивая отставших французов. У города Готы русский генерал Рудзевич (из армии Блюхера) захватил в плен две тысячи солдат Наполеона. В это время крупнейшее из немецких государств Рейнского Союза — Бавария, бывший союзник Франции, присоединилась к Шестой коалиции согласно договору, заключённому ею с Австрией после Лейпцигского сражения. Всего за год до того баварский корпус, входя в состав Великой Армии Наполеона, почти полностью погиб в России, и новая армия была набрана из новобранцев.
Объединённые австро-баварские войска под командованием баварского генерала Вреде численностью 43 тысячи солдат (3 баварских и 2 австрийских пех. дивизии с кавалерией) направились на перехват линии отступления Наполеона. К нему присоединился кавалерийский отряд русского генерал-майора А. И. Чернышёва, действующего в отрыве от основной армии.
Вреде достиг Ханау 28 октября, закрыв путь отступления Наполеону. Сам Вреде полагал, что главные силы Наполеона отступают севернее по дороге на Кобленц, и ожидал встретить лишь фланговый авангард численностью 20 тыс. Одну баварскую дивизию Вреде отправил во Франкфурт.
Ханау находится в 20 км восточнее Франкфурта при устье реки Кинциг, впадающей в Майн. Обе эти реки огибают Ганау, Кинциг — с севера, а судоходный Майн — с юга, сливаясь на западной границе города. Старая дорога на Франкфурт шла вдоль северного (правого) берега Кинцига, Ханау располагался на другом берегу (в наст. время Ганау занимает оба берега).
Наполеон, узнав о присутствии Вреде, повернул свои растянувшиеся в марше войска на эту старую дорогу, чтобы либо обойти Ганау и свободно проследовать к Франкфурту, либо сражаться в более выгодной позиции.

## Ход сражения
30 октября Вреде после мелких боёв с разрозненными группами французов стянул войска и начал их выстраивать лицом к отступающей французской армии за рекой Кинциг. На левом фланге он разместил кавалерию, к ней примыкала баварская дивизия, в центре шли австрийские дивизии, и на крайне правом фланге другая баварская дивизия опиралась на реку Кинциг. На другом берегу Кинцига остался резерв, австрийская бригада занимала Ганау. Казаки Чернышёва поставлены вдоль дороги в тылу основной армии.
Наполеон имел под рукой только 17 тысяч солдат, из них пехота маршала Макдональда и кавалерия Себастиани, остальные войска подтягивались. Благодаря густому лесу французы имели возможность незаметно приблизиться к позициям Вреде. Наполеон, лично осмотрев расположение войск Вреде, решил атаковать левый фланг союзников всеми имеющимися в наличии силами, нанести концентрированный удар по левому крылу баварцев.
Генерал Вреде не мог знать о силах Наполеона, он занимал чисто оборонительную позицию в надежде задержать французов до подхода главных армий союзников. Наполеон не опасался контратак своего бывшего подчинённого (Вреде командовал баварской дивизией под началом Наполеона в Русской кампании 1812 года).
К полудню солдаты Виктора и Макдональда очистили лес перед фронтом союзников от егерей. Через некоторое время генерал Друо нашёл в лесу путь для подвоза гвардейской артиллерии к левому флангу Вреде. После короткой бомбардировки французам удалось подавить батареи левого фланга союзников. Французская кавалерия атаковала и отбросила австро-баварскую кавалерию левого фланга. Затем при артиллерийской поддержке колонна французской пехоты атаковала баварскую пехоту левого фланга. Расстроенная кавалерия Вреде отступила в Ганау по западному мосту, пехотные части к вечеру оттянулись за другой берег Кинцига по восточному мосту, находившемуся в тылу правого фланга. Переправа происходила под ружейно-артиллерийским огнём французов.
После отхода Вреде занял новую позицию на дороге из Ганау, опираясь левым флангом на Майн и прикрывая правый фланг густым лесом. Современники пишут, что Вреде не стал занимать Ганау из-за нежелания подвергнуть его обстрелу. Действительно, после того, как Наполеон вышел на дорогу к Франкфурту, стратегического значения город не имел, войска в нём в силу расположения в растре двух рек легко блокировались.
31 октября французы заняли Ганау в 8 утра, австрийская бригада оставила город после небольшого боя.
Наполеон опасался оставлять на своём фланге сильного противника, так как по дороге тянулись его обозы и арьергардные части. Корпуса Бертрана, Мармона и Нея атаковали позиции баварцев. Те отошли, не принимая серьёзного боя. Наполеон не преследовал союзников. Главная дорога была открыта, и французские корпуса переправились обратно за Кинциг и продолжили отступление.
Когда уже большая часть французской армии прошла на Франкфурт, Вреде решил атаковать Ганау, в котором оставалось два батальона из корпуса Бертрана для прикрытия мостов через Кинциг. Генерал Вреде лично возглавил атаку на западный мост, но был тяжело ранен ружейной пулей в бок. Командование принял австрийский генерал Фреснел, но сражение было уже окончено.
Корпус Вреде захватил в плен до 10 тысяч отставших французов, среди них польский генерал Сулковский, возглавивший остатки польских контингентов после гибели маршала Понятовского.

## Итог сражения
Вреде потерял около 9 тысяч солдат, потери Наполеона неизвестны. Одни источники утверждают, что он потерял вдвое меньше солдат, чем баварцы, русские источники исчисляют потери Наполеона в 15 тысяч солдат и выше. Все сходятся только в числе французских пленных, до 10 тысяч. Пленными стали французские раненые, которых не удалось эвакуировать из-за отсутствия повозок в отступающей армии Наполеона.
Наполеон достиг Франкфурта в тот же день, 31 октября, и 2 ноября переправился через Рейн. 5 ноября 1813 во Франкфурт вошёл с русской гвардией царь Александр I. Союзники остановились на границе Франции, приводя в порядок войска. Последнее незначительное сражение кампании 1813 года произошло 5 ноября в Хоххайме под Франкфуртом, где австрийские войска под началом Шварценберга выбили гарнизон генерала Бертрана.
Кроме Гамбурга, где отчаянно защищался маршал Даву, все остальные французские гарнизоны в Германии сдались до начала 1814 года. Кампания 1813 года завершилась для Наполеона потерей Европы, но Франция всё ещё оставалась ему верной.
В январе 1814 года союзная армия перешла границу Франции.